# مايك ميدلتون
مايك ميدلتون (بالإنجليزية: Mike Middleton)‏ هو لاعب كرة قدم أمريكية أمريكي، ولد في 4 ديسمبر 1969 في سينسيناتي في الولايات المتحدة.